# Peach Girl
Peach Girl (ピーチガール, Pīchi Gāru) est un manga et un anime de genre shōjo conçu par Miwa Ueda. Le manga est édité au Japon par Kōdansha et en Amérique du Nord par TOKYOPOP. Au Japon, le manga est publié de 1997 à 2003, et l'anime diffusé en 2005. Le manga comporte 18 volumes et l'anime, 25 épisodes. Il existe aussi une adaptation en un drama taïwanais de 2002 comptant 13 épisodes.
Le manga a remporté en 1999 le prix du manga de son éditeur dans la catégorie shōjo.

## Synopsis
Difficile de vivre à Tokyo quand on a la peau mate et que l'on est comparé aux call-girls. Ces préjugés ont fait de la vie de Momo (pêche en japonais) un enfer. Pour essayer de faire disparaître son teint hâlé, elle se ruine en crème anti-bronzage et évite le soleil. Elle va alors se rapprocher de son ami de collège Tōji, dont elle est secrètement amoureuse, et de la coqueluche du lycée, Kairi, qu'elle a sauvé de la noyade un été. Un triangle amoureux va naître et va révéler bien des surprises. Mais la terrible Sae rôde, et cette prétendue meilleure amie de Momo va lui mettre des bâtons dans les roues. Le triangle amoureux explose et une guerre sentimentale commence !

## Personnages
- Momo Adachi : Le personnage principal. Sa peau est bronzée et ses cheveux en bataille rougis par le chlore, donnant l'impression qu'elle est une bête de plage, donc portée à la promiscuité. Au contraire, Momo est une fille timide et peu sûre d'elle, bien qu'elle ait un tempérament explosif.
- Sae Kashiwagi : La « meilleure amie » de Momo. Ses jolis traits, peau pale et cheveux lisse châtain, contrastent avec ceux de Momo. Son apparence innocente n'est que la surface de sa nature machiavélique. Sae est très jalouse de Momo et désire la rendre malheureuse.
- Kazuya « Tōji » Tōjigamori : Un joueur de baseball de qui Momo est éprise depuis le collège. Il a bon cœur, mais est entêté et ne se rend pas toujours compte de ce qui crève les yeux.
- Kairi Okayasu : Un camarade de lycée de Momo, très insouciant et populaire. Il a une réputation de playboy. Momo l'a secouru, par le passé, lorsqu'il s'est pratiquement noyé, à la plage. Son intérêt pour elle est ravivée lorsque Sae commence à répandre des rumeurs selon lesquelles Momo et lui se sont embrassés. C'est lui qui offre à Momo son premier baiser.
- Ryō Okayasu : C'est le frère aîné de Kairi. Il travaille dans l'industrie du jeu vidéo et sert d'équivalent masculin à Sae, en beaucoup plus dangereux.
- Misao Aki : L'infirmière de l'école et une sorte de grande sœur pour Momo. Misao a déjà été la professeur de Kairi et est une ancienne ex de Ryō.
- Gorō « Jigorō » Ōji : Un mannequin masculin qui est épris de Sae sans connaître et comprendre sa vraie personnalité. Elle l'utilise dans ses manipulations contre Momo.
- Morika : Une jeune femme qui a, il y a longtemps, déjà été en couple avec chacun des frères Okayasu. Morika veut se venger de Ryō et utilise Kairi contre lui.